# M.R. Sport dei Fratelli Marconi
La M.R. Sport dei Fratelli Marconi Associazione Sportiva Dilettantistica (in breve M.R. Sport A.S.D.) è un'associazione sportiva dilettantistica italiana dedicata ai tuffi, iscritta alla Federazione Italiana Nuoto e affiliata al CONI, che opera a Roma dal 2010.
L'abbreviazione M.R. indica i cognomi Marconi e Rinaldi. La società è stata infatti fondata dall'allenatore di tuffi ed ex tuffatore Domenico Rinaldi, presidente della società, e dai fratelli Marconi: Nicola, Tommaso e Maria, a loro volta tuffatori.
È la società sportiva di appartenenza dei tuffatori della nazionale italiana Tommaso Rinaldi, Sarah Jodoin Di Maria, Matteo Santoro e Chiara Pellacani, nonché di altri atleti che in passato hanno fatto parte della nazionale, quali Michele Benedetti e Maria Marconi.
Nel 2017 conquista il titolo di società campione d'Italia per la prima volta nella sua storia. Nel 2018 e nel 2019 è nuovamente campione d'Italia, vincendo anche i campionati maschile e femminile.